# Hercostomus sahlbergi
Hercostomus sahlbergi är en tvåvingeart som först beskrevs av Zetterstedt 1838.  Hercostomus sahlbergi ingår i släktet Hercostomus och familjen styltflugor. Arten är reproducerande i Sverige. Inga underarter finns listade i Catalogue of Life.